# Bastian (Vorname)
Bastian ist ein männlicher Vorname, der auch als Familienname vorkommt. Er ist eine Kurzform von Sebastian (griechisch „der Erhabene“ oder „der Ehrwürdige“).

## Namenstag
20. Januar (St. Sebastian)

## Namensträger
- Bastian Cornelis van Fraassen (* 1941), niederländischer Wissenschaftstheoretiker
- Bastian von Bömches (* 1986), deutscher Schauspieler
- Bastian Asdonk (* 1974), deutscher Autor, Journalist, Musiker und Mitgründer der Videoplattform Hyperbole
- Bastian Baker (* 1991), Schweizer Singer-Songwriter und Gitarrist
- Bastian Becker (* 1979), deutscher Fußballtorwart
- Bastian Bender (* 1981), deutscher Hörfunkmoderator
- Bastian Beyer (* 1986), deutscher Schauspieler
- Bastian Bielendorfer (* 1984), deutscher Autor
- Bastian Bischoff (* 1984), deutscher Fußballspieler
- Bastian Böttcher (* 1974), deutscher Schriftsteller und Slam-Poet
- Bastian Braig (* 1979), deutscher Schauspieler und Produzent
- Bastian Brinkmann (* 1988), deutscher Journalist
- Bastian Clevé (* 1950), deutscher Filmproduzent
- Bastian Conrad (* 1941), deutscher Neurologe und Buchautor
- Bastian Dankert (* 1980), deutscher Fußballschiedsrichter
- Bastian Doreth (* 1989), deutscher Basketballspieler
- Bastian Fassin (* 1972), deutscher Manager
- Bastian Fleermann (* 1978), deutscher Historiker und Volkskundler
- Bastian Fuchs (Rechtswissenschaftler) (* 1974), deutscher Rechtswissenschaftler
- Bastian Fuchs (Kirchenmusiker) (* 1994), deutscher Kirchenmusiker
- Bastian Giegerich (* 1976), deutscher Politikwissenschaftler
- Bastian Gugel († 1514), deutscher Steinmetz und Anführer eines Bauernaufstands
- Bastian Günther (* 1974), deutscher Regisseur
- Bastian Harper (* 1973), deutscher Musiker
- Bastian Heidenfelder (* 1986), deutscher Fußballspieler
- Bastian Hellberg (* 1962), deutscher Fußballspieler
- Bastian Henning (* 1983), deutscher Fußballspieler
- Bastian Hohmann (* 1990), deutscher Fußballspieler
- Bastian Jakob (* 1987), deutscher Eishockeytorwart
- Bastian Jost, Dresdner Ratsherr und Bürgermeister
- Didrik Bastian Juell (* 1990), norwegischer Freestyle-Skier
- Bastian Jütte (* 1973), deutscher Jazzschlagzeuger
- Bastian Kaltenböck (* 1983), österreichischer Skispringer
- Bastian Kersaudy (* 1994), französischer Badmintonspieler
- Bastian Knittel (* 1983), deutscher Tennisspieler
- Bastian Kordyaka (* 1982), deutscher Basketballspieler
- Bastian Kraft (* 1980), deutscher Theaterregisseur
- Bastian Krämmer (* 1992), deutscher Eishockeyspieler
- Bastian Kröß (1524–1602), kurfürstlicher Kammerdiener, Dresdner Ratsherr und Bürgermeister
- Bastian Meisen (* 1996), deutscher Skirennläufer
- Bastian Molecz (* 1987), österreichischer Handballspieler
- Bastian Müller (Schriftsteller) (1912–1988), deutscher Schriftsteller
- Bastian Müller (Fußballspieler) (* 1991), deutscher Fußballspieler
- Bastian Oczipka (* 1989), deutscher Fußballspieler
- Bastian Pastewka (* 1972), deutscher Schauspieler und Komödiant
- Bastian Pinske (* 1978), deutscher Fußball-Abwehrspieler
- Bastian Pusch (* 1970), deutscher Musiker
- Bastian Reinhardt (* 1975), deutscher Fußballspieler
- Bastian Riedel (* 1984), deutscher Handballspieler
- Bastian Rutschmann (* 1982), deutscher Handballtorwart
- Bastian Schmid (1870–1944), deutscher Verhaltensforscher
- Bastian Schuchardt (* 1957), deutscher Biologe
- Bastian Schulz (* 1985), deutscher Fußballspieler
- Bastian Schweinsteiger (* 1984), deutscher Fußballspieler
- Bastian Seibt (* 1978), deutscher Leichtgewichtsruderer
- Bastian Semm (* 1979), deutscher Schauspieler
- Bastian Sick (* 1965), deutscher Journalist und Autor
- Bastian Sierich (* 1976), deutscher Schauspieler
- Bastian Steger (* 1981), deutscher Tischtennisspieler
- Bastian Stein (* 1983), österreichischer Jazzmusiker
- Bastian Steingroß (* 1982), deutscher Eishockeyspieler
- Bastian Steppin (* 1990), deutscher Volleyballspieler
- Bastian Swillims (* 1982), deutscher Sprinter
- Bastian Trost (* 1974), deutscher Schauspieler
- Bastian Yotta (* 1976), deutscher Reality-TV-Darsteller
- Bastian Zimmermann (* 1984), deutscher Badmintonspieler

## Varianten
Die Abkürzung Basti ist vor allem in Nord- und Mitteldeutschland häufig, in Süddeutschland werden meistens die Abkürzungen Bastl und Baschti verwendet.
Die französische Variante des Namens ist Bastien (oder die weibliche Variante Bastienne), die italienische Variante ist Bastiano.